# Чирянка австралійська
Чирянка австралійська (Anas castanea) — вид водоплавних птахів родини качкових (Anatidae).

## Поширення
Вид поширений на півдні Австралії та у Тасманії; також спорадично трапляється на північному сході материка і може досягати Нової Гвінеї. Живе біля болотистих місцевостей і на лиманах у прибережних регіонах і є однією з небагатьох качок, які можуть переносити солонувату воду, хоча для пиття їй потрібна прісна вода. Вид переважно малорухливий і мігрує обмежено. Гніздиться в прибережних районах, для будівництва гнізда йому потрібні дупла дерев або пасовища поблизу води.

## Опис
Це невелика качка з високим чолом і округлою головою; демонструє статевий диморфізм. Голова самця блискуче-зелена, шия червонувата, груди і боки такого ж кольору, але з бурими плямами, спина і крила темно-коричневі, низ живота білий, хвіст чорний. Самиця темно-коричнева з сірими плямами, має бліде горло і темну смугу над оком. В обох статей очі темно-червоні, дзьоб сірий, ноги сіро-зелені. Крила мають блискуче темно-зелене і біле дзеркало, обрамлене пурпуром, а нижня частина — коричнева.

## Спосіб життя
Харчується насінням і комахами, а також плодами, а також молюсками та ракоподібними в прибережних місцях існування. Утворює моногамні пари, які залишаються разом на період розмноження. Обидва батьки будують і захищають гніздо, а самці залишаються з самицею, поки вона висиджує яйця. Гніздо зазвичай розміщують у дуплах дерев на висоті приблизно 6-10 метрів; іноді гнізда розташовують на землі, серед трави біля води. У кладці від 8 до 12 яєць, інкубація триває 23 дні; самці не допомагають у насиджуванні, але піклуються про дитинчат.